# Said Ali Kemal
Pour les articles homonymes, voir Kemal.
Ne pas confondre avec l'homme politique, éditorialiste et poète Ali Kemal.
Saïd Ali Kemal Eddine est un homme politique comorien mort le 13 septembre 2020. Il est le fils du prince Said Ibrahim bin Said Ali et le petit-fils du sultan Said Ali bin Said Omar.

## Biographie

### Formation
Il fait ses études coraniques aux Comores, puis part étudier à Madagascar et en France où il est diplômé de l'Institut des Hautes Études d'Outre-mer, l’IHEOM, aujourd’hui fusionné avec l‘École Nationale d’Administration (ENA). Il poursuit ensuite ses études à l'Institut des Sciences sociales (1964-1967). Après  une formation en journalisme, il prend la direction de l'ORTF (Office de Radiodiffusion Télévision Française) aux Comores, en 1969.

### Parcours professionnel
Journaliste aux Comores, à La Réunion, à Djibouti puis en France, il se fait remarquer en devenant un des premiers Africains à présenter un journal télévisé sur une chaîne française. À Djibouti, son traitement objectif de l'information, en pleine lutte entre Afars et Issas (deux peuples en conflit à la veille de leur indépendance), est unanimement salué.

### Parcours politique
Il est un des fondateurs de l'Association des Stagiaires et Étudiants comoriens (ASEC) en France. Il est même le premier président (1966-1969) de cette association, qui n'est encore qu'une association corporatiste qui a pour but de réclamer le versement régulier des bourses et promouvoir la culture comorienne.
En 1978, Ahmed Abdallah, nouveau président des Comores, lui demande de devenir le premier Ambassadeur des Comores en France. Ce dernier pense en effet qu'il est, du fait de ses qualités personnelles et de sa francophilie, le meilleur candidat pour renouer les relations diplomatiques avec la France, rompues depuis l'accession unilatérale des Comores à l'indépendance. Moins de deux ans plus tard, Saïd Ali Kemal démissionne : il refuse de cautionner les dérives dictatoriales du régime en place. Il entre dans l'opposition et crée le CNSP, qui deviendra le parti Shuma.
À la suite de la mort brutale du président Ahmed Abdallah, il est candidat aux élections présidentielles. Il est placé officiellement en 3e position avec 13,74 % des voix, sur huit candidats, derrière le président par intérim Saïd Mohamed Djohar et Mohamed Taki, deux grandes figures du parti Vert. Il participe peu de temps au nouveau gouvernement, puis démissionne pour divergence de vues avec le président, notamment sur la transparence de la gestion des sociétés publiques.
Après un coup d'état contre le président Saïd Mohamed Djohar, l'armée prend le pouvoir et demande aux deux figures de proue de la scène politique comorienne, Mohamed Taki et Saïd Ali Kemal, d'assurer l'intérim de la Présidence de la République et d'organiser des élections. Il accepte, de façon à éviter une vacation du pouvoir qui risquerait de plonger le pays dans une guerre civile et un bain de sang. Il devient donc coprésident de la République, jusqu'à l'intervention armée de la France.
Arrivé en quatrième position sur quatorze candidats lors des élections présidentielles qui s'ensuivent, il apporte son soutien à Mohamed Taki au second tour. Ce dernier remporte les élections et appelle Saïd Ali Kemal à participer à son gouvernement au poste de Ministre des Finances et de l’Économie. Moins de six mois après son accession au pouvoir, Mohamed Taki tente d'imposer une nouvelle constitution fondée sur le bipartisme. En désaccord, entre autres, avec ce projet, Saïd Ali Kemal quitte le gouvernement.
Lorsqu'en 1997 éclate une crise séparatiste à Anjouan, Saïd Ali Kemal n'a  de cesse d'appeler à l'union nationale, au respect de l'intégrité territoriale et au dialogue, notamment en condamnant le débarquement militaire à Anjouan décidé par le président Mohamed Taki. La mort soudaine de ce dernier aggrave durablement la crise. Ni le gouvernement de transition, ni le gouvernement militaire du colonel Azali, ne parviennent à redresser la situation.
Saïd Ali Kemal critique fermement les solutions constitutionnelles proposées qui, selon lui, parachèvent la balkanisation des Comores. Il propose de former une assemblée constituante qui réviserait la constitution de 1978 (jamais correctement appliquée et vidée de sa dimension fédérale par le président Ahmed Abdallah en 1982). Cette constitution amendée serait encore plus souple et donc plus efficace dans la gestion autonome des affaires propres à chaque île. Il se présente à l'élection présidentielle et arrive officiellement en 3e position sur neuf candidats au premier tour, se qualifiant ainsi pour le second tour.
Malgré le très grand nombre de ceux qui reconnaissent aujourd’hui que son analyse sur la nouvelle Constitution était juste, il accepte la décision du peuple mais propose de partir de cette nouvelle base pour trouver un texte meilleur. Il  met en effet en garde contre le coût opérationnel de cette Constitution au regard des recettes du pays.
En 2004, il est élu député de l’union des Comores pour la circonscription de Bambao avec 64 % des suffrages. Il ouvre la 1re session parlementaire.
En 2009, il est désigné président de « Convergence Nationale pour mai 2010 », coalition regroupant les partis politiques qui s’opposaient au maintien de Sambi à la Présidence de l’union des Comores au-delà du mandat légal de quatre ans et qui exigeaient l’élection d’un président originaire de l’île de Mohéli (une des îles composant l’union des Comores) en mai 2010.
En 2011, un consensus constitutionnel se fait sur l’élection président de la République originaire de l’île de Mohéli : Ikililou Dhoinine. Said Ali Kemal lui apporte son soutien. En 2013, il constate les dérives autoritaires et affairistes du président Ikililou Dhoinine et de sa famille. Il les dénonce alors publiquement avec son parti, le Shuma. Il met notamment en exergue la mainmise de l’épouse du Chef de l’État sur le pouvoir et la personnalisation du régime et s’inscrivent dans l’opposition. Saïd Ali Kemal illustre cette dérive népotique par l’insertion de cinquante photos de la Première Dame dans les 150 pages de l’annuaire téléphonique national et par son influence dans la composition des gouvernements de son époux.
En retrait de la vie politique, le prince Said Ali Kemal meurt le 13 septembre 2020 dans son domicile de Moroni, et sera enterré le jour même à Iconi au côté de son père.

## Distinctions
- Grand Officier de la Légion d'Honneur